# 箱根宿

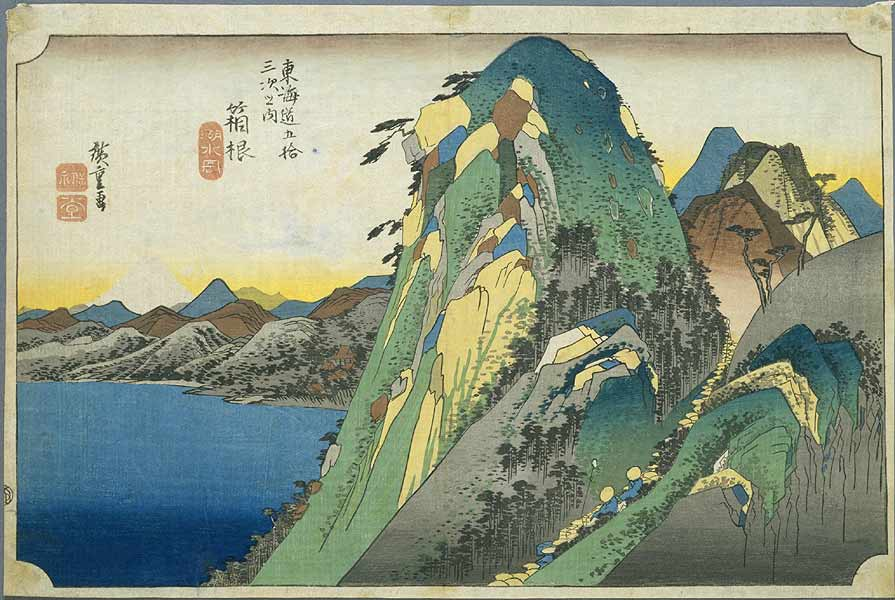
歌川廣重「東海道五十三次・箱根」

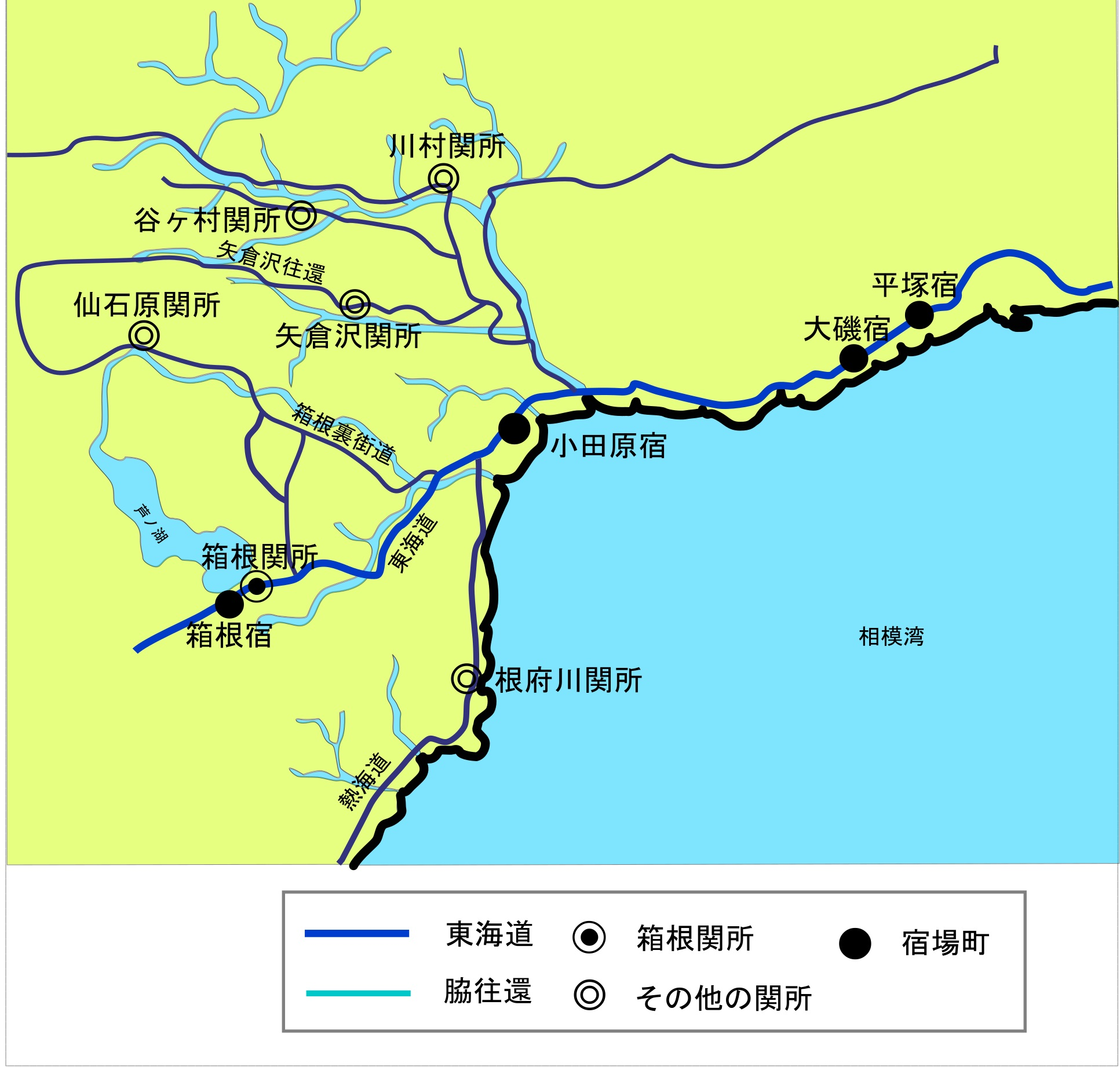
箱根宿和箱根關

箱根宿（日语：箱根宿、はこねしゅく）是東海道五十三次第10個宿場。位於現在的神奈川縣足柄下郡箱根町。這座宿場設置於1618年，地處箱根峠和箱根關所之間。箱根宿標高725m，是東海道五十三次中最高的宿場。

## 外部連結
- よみがえる箱根関所 （页面存档备份，存于） 公式サイト